# Alessandro Mallamo
Alessandro Mallamo (Vizzolo Predabissi, Lombardía, Italia; 22 de marzo de 1999) es un futbolista italiano. Juega de centrocampista y su equipo actual es el FC Südtirol de la Serie B, a préstamo desde la Atalanta.

## Trayectoria
Mallamo comenzó su carrera en las inferiores del Atalanta, y fue promovido al primer equipo en la temporada 2018-19.
El 24 de agosto de 2018, fue enviado a préstamo al Novara de la Serie C. Hizo su debut profesional el 21 de octubre ante el Pistoiese. Mallamo disputó 21 encuentros en su primer año, 12 como titular y anotó un gol.
Para la temporada 2019-20, fue enviado a préstamo al Juve Stabia de la Serie B. Debutó en la Serie B el 1 de septiembre en la derrota en casa por 2-0 ante el Pisa. En su paso por el club, disputó 28 encuentros de Serie B, la Juve Stabia descendió a la tercera categoría ese año.
El 4 de septiembre de 2020, Mallamo fue cedido al Pordenone, también en la Serie B.
El 31 de agosto de 2021, fue prestado al Bari, préstamo que se extendió el siguiente año.

## Selección nacional
Mallamo fue internacional juvenil por Italia. Disputó el Campeonato Europeo Sub-17 de la UEFA 2016 y el Campeonato Europeo de la UEFA Sub-19 2018.

## Estadísticas
Actualizado al último partido disputado el 15 de septiembre del 2023
| Novara · Italia                     |               |               |     |   |   |   |   |    |     |   |
| 3.ª                                 | 2018-19       | 20            | 1   | 1 | 0 | — | — | 21 | 1   |   |
| Total club                          | Total club    | 20            | 1   | 1 | 0 | 0 | 0 | 21 | 1   |   |
| Juve Stabia · Italia                |               |               |     |   |   |   |   |    |     |   |
| 2.ª                                 | 2019-20       | 28            | 2   | 0 | 0 | — | — | 28 | 2   |   |
| Total club                          | Total club    | 28            | 2   | 0 | 0 | 0 | 0 | 28 | 2   |   |
| Pordenone · Italia                  |               |               |     |   |   |   |   |    |     |   |
| 2.ª                                 | 2020-21       | 23            | 0   | 2 | 0 | — | — | 25 | 0   |   |
| Total club                          | Total club    | 23            | 0   | 2 | 0 | 0 | 0 | 25 | 0   |   |
| Bari · Italia                       |               |               |     |   |   |   |   |    |     |   |
| 3.ª                                 | 2021-22       | 32            | 2   | — | — | — | — | 32 | 2   |   |
| 2.ª                                 | 2022-23       | 27            | 0   | 3 | 0 | — | — | 30 | 0   |   |
| Total club                          | Total club    | 59            | 2   | 3 | 0 | 0 | 0 | 64 | 2   |   |
| Atalanta U23 · Italia               |               |               |     |   |   |   |   |    |     |   |
| 3.ª                                 | 2023-24       | 3             | 1   | 0 | 0 | — | — | 3  | 1   |   |
| Total club                          | Total club    | 3             | 1   | 0 | 0 | 0 | 0 | 3  | 1   |   |
| Total carrera                       | Total carrera | Total carrera | 133 | 6 | 7 | 0 | 0 | 0  | 140 | 6 |
| (1) Incluye datos de la Copa Italia |               |               |     |   |   |   |   |    |     |   |

## Palmarés

### Títulos nacionales
| Título            | Club | País   | Año     |
| ----------------- | ---- | ------ | ------- |
| Serie C (Grupo C) | Bari | Italia | 2021-22 |